# Popovice, Benešov
Popovice là một làng thuộc huyện Benešov, vùng Středočeský, Cộng hòa Séc.